# Essert (Territoire de Belfort)
Essert (deutsch früher Schert) ist eine französische Gemeinde mit 3382 Einwohnern (Stand: 1. Januar 2022) im Territoire de Belfort in der Region Bourgogne-Franche-Comté. Die Bewohner werden Essertois und Essertoises genannt.

## Geographie
Essert liegt auf 367 m Höhe, etwa drei Kilometer westlich der Stadt Belfort (Luftlinie). Das ehemalige Straßenzeilendorf erstreckt sich im Hügelland westlich von Belfort, in der breiten Talmulde der Douce, zwischen den Hügelzügen von La Côte im Südwesten und der Montagne du Salbert im Norden.

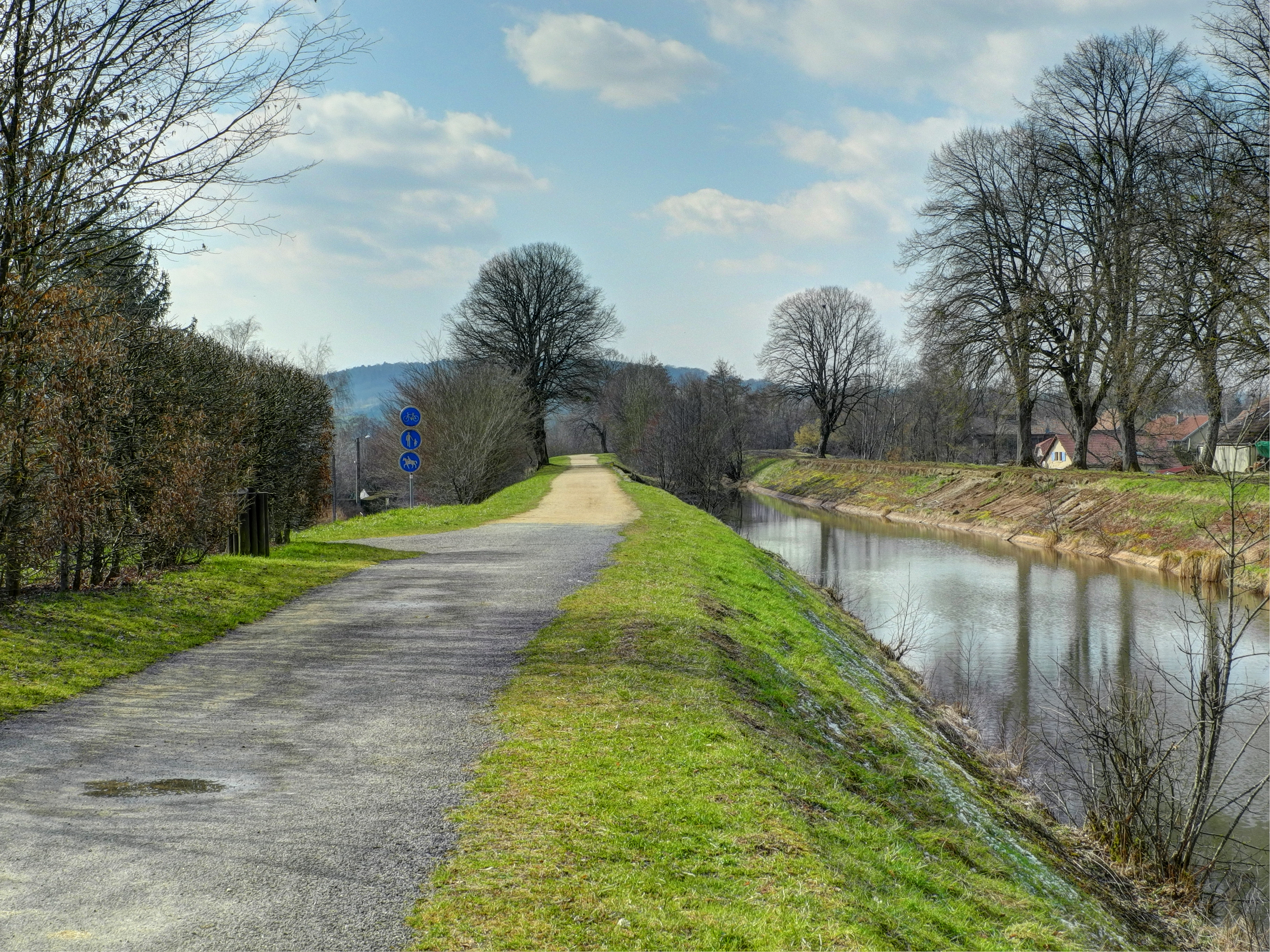
Canal de la Haute-Saône bei Essert

Die Fläche des 7,01 km² großen Gemeindegebiets umfasst einen Abschnitt der leicht gewellten Landschaft im westlichen Bereich der Burgundischen Pforte (Trouée de Belfort). Der zentrale Teil des Gebietes wird in Nordwest-Südost-Richtung von der weiten Talmulde der Douce durchquert, die für die Entwässerung über die Savoureuse zum Allan sorgt. Der Talboden liegt durchschnittlich auf 360 m und ist, außerhalb des Siedlungsgebietes, hauptsächlich von Acker- und Wiesland bestanden. Mehr oder weniger parallel zur Douce, doch in einem Abstand von bis zu 700 m verläuft die Wasserstraße des Canal de la Haute-Saône, eines Seitenastes des Rhein-Rhône-Kanals.
Südlich der Douce reicht das Gemeindeareal auf den bewaldeten Rücken der Côte (450 m), auf der sich ein Fort befindet. Die östliche Grenze liegt am Stadtrand von Belfort. Auf seiner Nordseite wird das Tal von den Waldhöhen des Haut-du-Mont (479 m) und des Coudrai (452 m) gesäumt. Ganz im Norden reicht der Gemeindeboden in den Bois du Petit-Salbert, auf dem mit 511 m die höchste Erhebung von Essert erreicht wird. Er bildet einen Vorberg der Montagne du Salbert.
Nachbargemeinden von Essert sind Évette-Salbert und Cravanche im Norden, Belfort im Norden und Osten, Bavilliers, Urcerey und Buc im Süden sowie Châlonvillars im Westen.

## Geschichte
Das Gemeindegebiet von Essert war schon in gallorömischer und merowingischer Zeit besiedelt, was anhand von verschiedenen Funden nachgewiesen werden konnte. Erstmals urkundlich erwähnt wird Essert im Jahr 1303 unter dem Namen Shert. Der Ortsname ist auf exsartum, das Partizip Perfekt des spätlateinischen Wortes exsarire (roden, urbar machen) zurückzuführen. Aus späterer Zeit stammen die Bezeichnungen Essars und Exers.

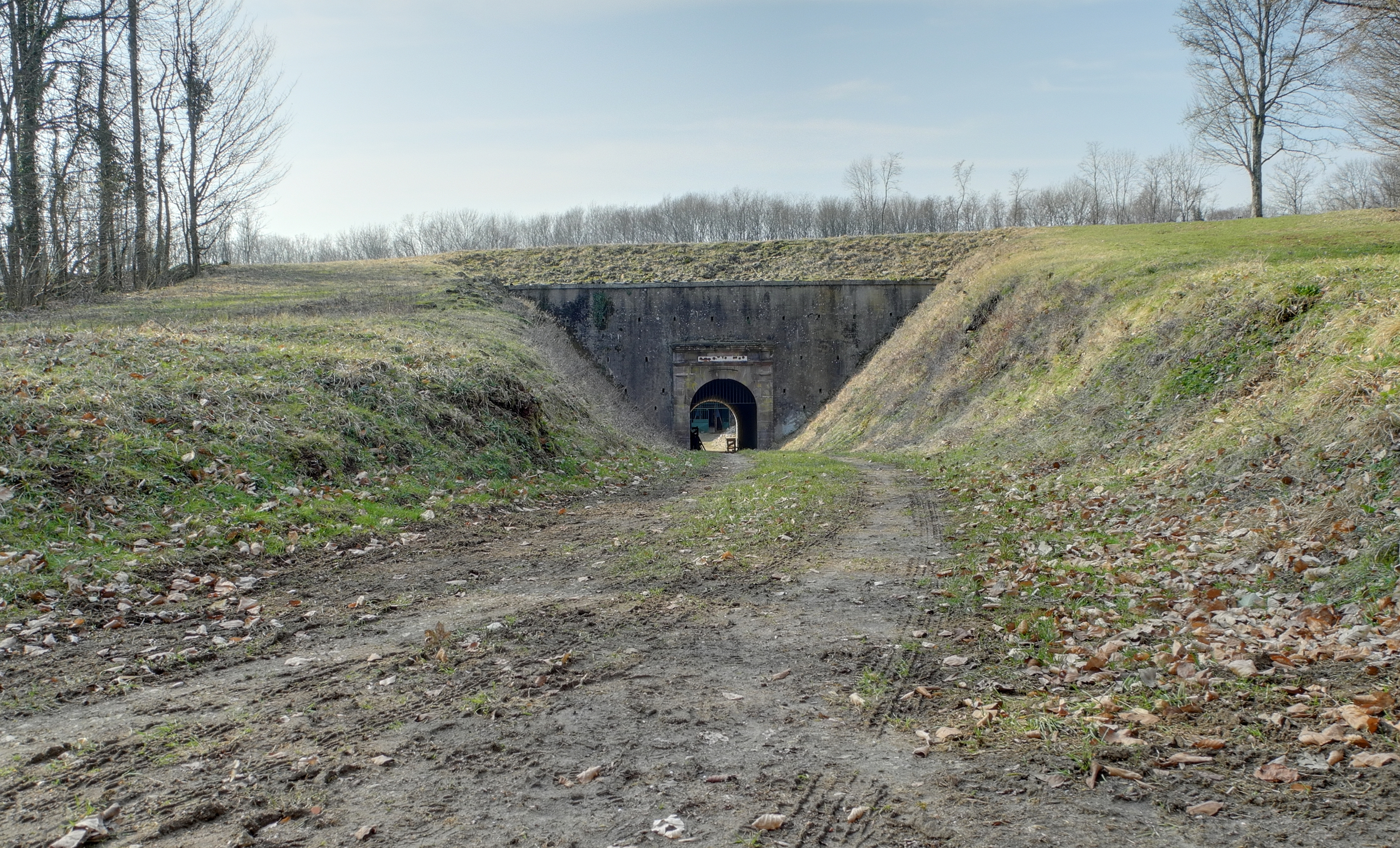
Eingang zum Fort „Edouard Thiers“ südwestlich von Essert

Zunächst im Einflussbereich der Herren von Montbéliard stehend, gelangte Essert Mitte des 14. Jahrhunderts unter die Oberhoheit der Habsburger und gehörte zur Herrschaft Belfort. Zusammen mit dem Sundgau kam das Dorf mit dem Westfälischen Frieden 1648 an die französische Krone. Seit 1793 gehörte Essert zum Département Haut-Rhin, verblieb jedoch nach dem Deutsch-Französischen Krieg 1871 als Teil des arrondissement subsistant du Haut-Rhin im Gegensatz zum restlichen Elsass bei Frankreich. Ab Mitte der 1870er Jahre wurde das Fort auf dem Gebirgskamm errichtet, das zum Befestigungsring von Belfort gehört. Seit 1973 war Essert Teil der Agglomeration Belfort, aus der 1999 der Gemeindeverband Communauté d’Agglomération Belfortaine entstand, der wiederum 2017 in der Grand Belfort Communauté d’Agglomération aufging.

## Sehenswürdigkeiten

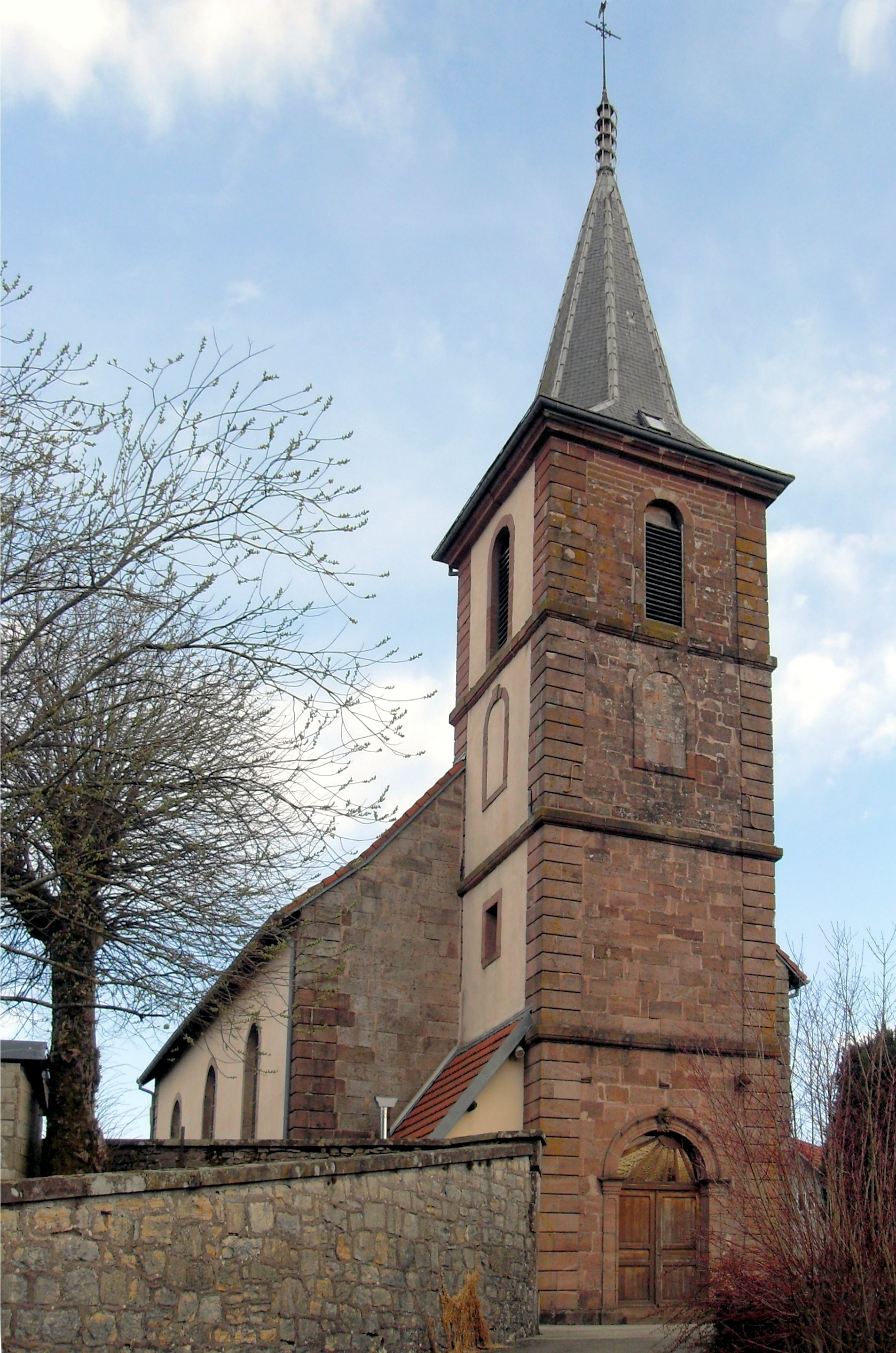
Kirche Saint-Léger

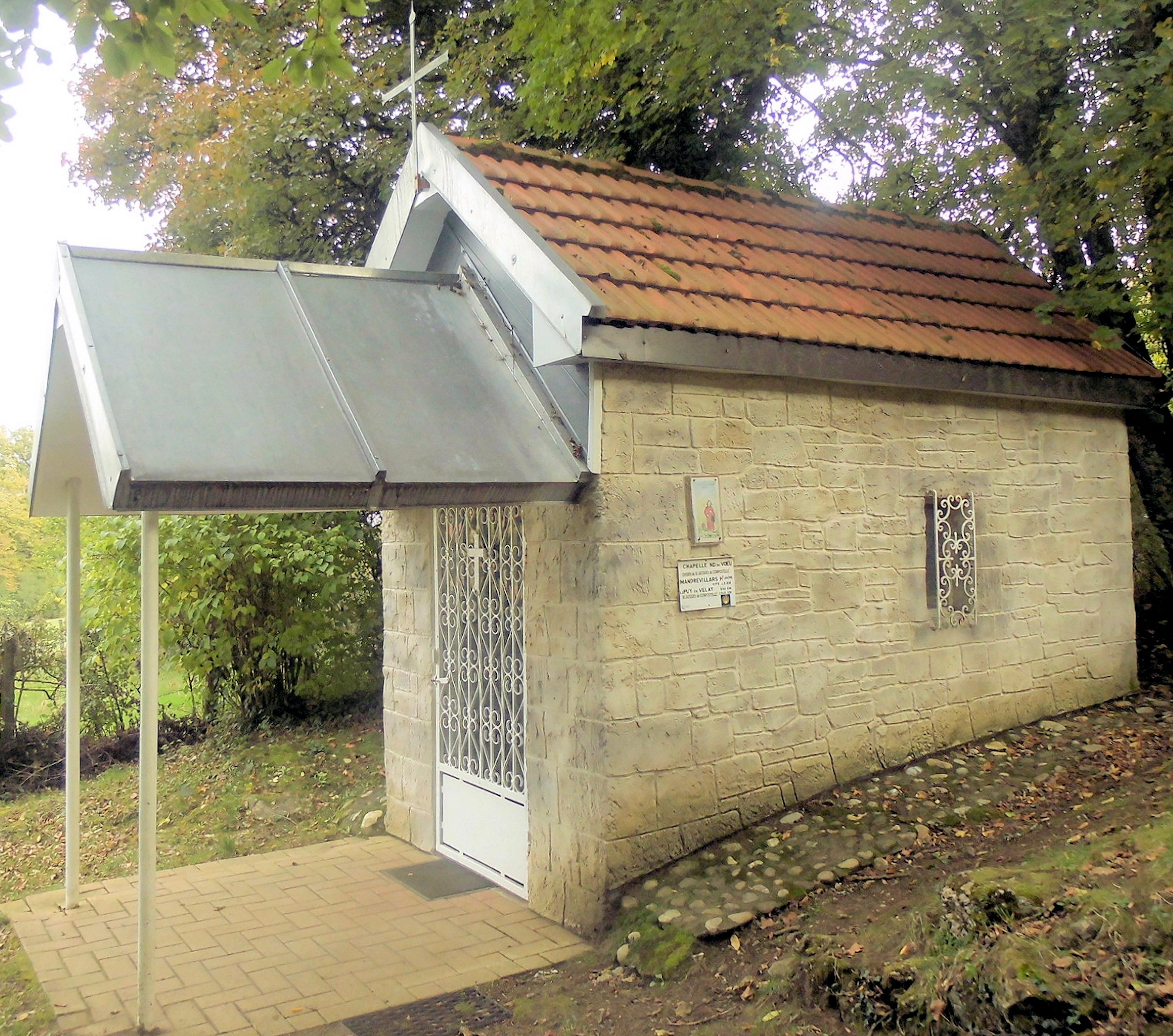
Kapelle Notre-Dame-du-Vœu

Der heutige Bau der Kirche Saint-Léger (St. Leodegar) stammt aus dem 18. Jahrhundert, doch geht die Kirche ursprünglich auf das frühe 14. Jahrhundert zurück. Zur Ausstattung gehört der Hauptaltar (18. Jahrhundert), der aus der Kathedrale von Belfort stammt.
Der alte Ortskern ist geprägt durch verschiedene Häuser im traditionellen Stil der Franche-Comté aus dem 18. und 19. Jahrhundert. Auf der Côte steht das Fort (spätes 19. Jahrhundert).

## Bevölkerung
| Jahr      | 1962 | 1968 | 1975 | 1982 | 1990 | 1999 | 2006 | 2013 | 2020 |
| Einwohner | 1175 | 1529 | 1545 | 1561 | 2468 | 2742 | 3079 | 3160 | 3316 |

Mit 3382 Einwohnern (Stand: 1. Januar 2022) gehört Essert zu den mittelgroßen Gemeinden des Département Territoire de Belfort. Nachdem die Einwohnerzahl in der ersten Hälfte des 20. Jahrhunderts nur sehr langsam zugenommen hatte, wurde seit Beginn der 1950er Jahre ein kräftiges Bevölkerungswachstum verzeichnet, wobei die größten Zuwachsraten zwischen 1954 und 1962 sowie erneut Ende der 1970er Jahre erfolgten. Seit 1950 hat sich die Einwohnerzahl fast verdreifacht. Das Siedlungsgebiet von Essert ist heute lückenlos mit denjenigen von Belfort und Bavilliers zusammengewachsen.

## Wirtschaft und Infrastruktur
Essert war bis weit ins 20. Jahrhundert hinein ein vorwiegend durch die Landwirtschaft (Ackerbau, Obstbau und Viehzucht) geprägtes Dorf. Im Lauf des 20. Jahrhunderts entwickelte sich das Dorf zu einer Wohngemeinde am Stadtrand von Belfort. Es gibt keine größeren Gewerbe- und Industriezonen. Heute sind in der Gemeinde zahlreiche Betriebe des Klein- und Mittelgewerbes ansässig, darunter ein Unternehmen der Verpackungsindustrie. Ferner gibt es viele Geschäfte des Einzelhandels für den täglichen Bedarf. Viele Erwerbstätige sind auch Wegpendler, die in den anderen Gemeinden der Agglomeration Belfort ihrer Arbeit nachgehen.
Die Ortschaft ist verkehrstechnisch gut erschlossen. Sie liegt an der Route départementale D19 (ehemalige Route nationale 19), die von Belfort nach Lure führt. Der nächste Anschluss an die Autobahn A36 befindet sich in einer Entfernung von ungefähr vier Kilometern. Mit der Stadt Belfort ist Essert durch eine Buslinie verbunden.